# Andreas College
Het Andreas College is een protestants-christelijke onderwijsinstelling voor voortgezet onderwijs, in de Nederlandse provincie Zuid-Holland. Het is de naam voor een bovenschoolse stichting die een scholengemeenschap  bestuurt met twee zelfstandige scholen op verschillende locaties in Katwijk. Het Pieter Groen verzorgt onderwijs op mavo, havo en vwo-niveau, het Rijnmond alleen op vmbo-niveau.

## Pieter Groen
Het Pieter Groen is in 1974 gestart als een dependance van het Visser ’t Hooft Lyceum te Leiden. In Katwijk werd de school bekend als "de havo" en koos de naam Pieter Groen - een Katwijkse avonturier - toen het zelfstandig werd. Een afdeling vwo werd toegevoegd net als later de chr. Mavo Bestevaer en de Juliana-mavo. Het Pieter Groen kent sportklassen, tweetalig onderwijs en wetenschap via de Pieter Groen keuzeklassen. In de onderbouw wordt gebruikgemaakt van tablets.

## Rijnmond
Het Rijnmond verzorgt onderwijs op VMBO niveau (basis / kader/ gemengde leerweg).